# Alarmni sistem
Alarmni sistemi su projektovani za otkrivanje neovlašćenog upada u stambenu, poslovnu ili bilo koju drugu štićenu oblast. Postoji više tipova ovih sistema: oni koji imaju samo svrhu za zaštitu od neovlaščenog upada, i kombinovani sistemi koji pružaju zaštitu od upada i požara.

## Alarmna Centrala
Alarmna centrala "procesorska ploča" je srce sistema na koji se povezuju svi elementi sistema, čita senzorske ulaze, prati stanja alarma i moguće greške u sistemu, prima signale detektora i vrši alarmiranje pomoću sirena. U savremenim sistemima, ovo je obično jedna ili više procesorskih ploča unutar metalne kutije, zajedno sa napajanjem. Alarmne centrale se napajaju putem trafoa, a obavezna je i dodatna baterija koja će napajati ceo sistem ukoliko dođe do nestanka struje ili pokušaja sabotaže.

## Senzori i Detektori pokreta
Senzori i detektori su uređaji koji otkrivaju neovlašćen upad. Postoje različite metode otkrivanja upada: kao što su praćenje vrata, prozora, praćenje pokreta, zvuka, lom stakla, vibracije ili druge poremećaje. Senzori mogu biti povezani sa alarmnom centralom žičanom ili bežičnom vezom.

## Literatura
- Trimmer, H. William (1981). Understanding and Servicing Alarm Systems. Stoneham: Butterworth.
- Weber, Thad L. (1985). Alarm Systems and Theft Protection (2d ed.). Stoneham, MA: Butterworth.
- Walker, Philip (1985). Electronic Security Systems. Cambridge, UK: University Press
- Ramsey, Anthony Home Security.
- Schatz, David A., et al. Video safety curtain. U.S. Patent No. 6,297,844, Issued Oct. 2, 2001.
- Atss, R. Nandakumar.
- Aii, N. Clifton. "Broadband CSV, XML Alarm data Standards" Auckland NZ, (2002)
- "Wolf guard alarm system" China CN, (1998)